# Alfons Maria Jakob
Alfons Maria Jakob (Aschaffenburg, 2 de julho de 1884 – Hamburgo, 17 de outubro de 1931) foi um neurologista alemão que descreveu a Doença de Creutzfeldt-Jakob.

## Vida
Ele nasceu em Aschaffenburg, Baviera e formou-se em medicina nas universidades de Munique, Berlim e Estrasburgo, onde se doutorou em 1908. No ano seguinte, começou o trabalho clínico com o psiquiatra Emil Kraepelin e fez trabalhos laboratoriais com Franz Nissl e Alois Alzheimer em Munique.
Em 1911, a convite de Wilhelm Weygandt, ele se mudou para Hamburgo, onde trabalhou com Theodor Kaes e acabou se tornando chefe do laboratório de patologia anatômica do Hospital Psiquiátrico do Estado de Hamburgo-Friedrichsberg. Após a morte de Kaes em 1913, Jakob o sucedeu como promotor.  Durante a Primeira Guerra Mundial, ele serviu como médico do exército na Bélgica, e depois voltou para Hamburgo. Em 1919 ele obteve sua habilitação para neurologia e em 1924 tornou-se professor de neurologia. Sob a orientação de Jakob, o departamento cresceu rapidamente. Ele fez contribuições significativas para o conhecimento sobre concussão e degeneração nervosa secundária e se tornou um decano da neuropatologia. 
Jakob foi o autor de cinco monografias e quase 80 artigos científicos. Sua pesquisa neuropatológica contribuiu muito para o delineamento de várias doenças, incluindo esclerose múltipla e ataxia de Friedreich. Ele primeiro reconheceu e descreveu a doença de Alper e a doença de Creutzfeldt-Jakob (nomeada junto com o neuropatologista de Munique Hans Gerhard Creutzfeldt). Ele ganhou experiência em neurossífilis, tendo uma enfermaria de 200 leitos inteiramente dedicada a esse distúrbio. Jakob fez uma turnê de palestras pelos Estados Unidos (1924) e América do Sul (1928), das quais escreveu um artigo sobre a neuropatologia da febre amarela.
Ele sofreu de osteomielite crônica nos últimos sete anos de sua vida. Isso acabou causando um abscesso retroperitoneal e íleo paralítico, do qual ele morreu após a operação.